# Чемпіонат світу з фехтування 2018
Чемпіонат світу з фехтування 2018 року пройшов в Усі, Китай, з 19 по 27 липня під егідою Міжнародної федерації фехтування. На турнірі було розіграно 12 комплектів нагород: в індивідуальній та командній першостях із фехтування на шпагах, рапірах та шаблях серед чоловіків та жінок.

## Розклад[1]
| ● | Церемонія відкриття | ● | Кваліфікація | ● | Фінали | ● | Церемонія закриття |

| Липень               | Липень               | 19       | 20       | 21       | 22       | 23       | 24       | 25       | 26       | 27       | Загалом |
| -------------------- | -------------------- | -------- | -------- | -------- | -------- | -------- | -------- | -------- | -------- | -------- | ------- |
| Церемонії            | Церемонії            |          |          |          | ●        |          |          |          |          | ●        |         |
| Індивідуальна рапіра | Індивідуальна рапіра |          | Жінки    | Чоловіки |          | Жінки    | Чоловіки |          |          |          | 2       |
| Індивідуальна шпага  | Індивідуальна шпага  | Жінки    | Чоловіки |          | Жінки    | Чоловіки |          |          |          |          | 2       |
| Індивідуальна шабля  | Індивідуальна шабля  | Чоловіки |          | Жінки    | Чоловіки |          | Жінки    |          |          |          | 2       |
| Командна рапіра      | Командна рапіра      |          |          |          |          |          |          |          | Жінки    | Чоловіки | 2       |
| Командна шпага       | Командна шпага       |          |          |          |          |          |          | Жінки    | Чоловіки |          | 2       |
| Командна шабля       | Командна шабля       |          |          |          |          |          |          | Чоловіки |          | Жінки    | 2       |
| Загалом              | Загалом              | 0        | 0        | 0        | 2        | 2        | 2        | 2        | 2        | 2        | 12      |

## Медальний залік
| Місце   | Країна          | Золото | Срібло | Бронза | Загалом |
| ------- | --------------- | ------ | ------ | ------ | ------- |
| 1       | Італія          | 4      | 2      | 1      | 7       |
| 2       | Південна Корея  | 2      | 2      | 3      | 7       |
| 3       | США             | 2      | 2      | 2      | 6       |
| 4       | Франція         | 2      | 1      | 1      | 4       |
| 5       | Росія           | 1      | 2      | 4      | 7       |
| 6       | Швейцарія       | 1      | 0      | 0      | 1       |
| 7       | Велика Британія | 0      | 1      | 0      | 1       |
| 7       | Румунія         | 0      | 1      | 0      | 1       |
| 7       | Венесуела       | 0      | 1      | 0      | 1       |
| 10      | Україна         | 0      | 0      | 2      | 2       |
| 10      | КНР             | 0      | 0      | 1      | 1       |
| 10      | Угорщина        | 0      | 0      | 1      | 1       |
| 10      | Іспанія         | 0      | 0      | 1      | 1       |
| 10      | Швейцарія       | 0      | 0      | 1      | 1       |
| 10      | Туніс           | 0      | 0      | 1      | 1       |
| Загалом | Загалом         | 12     | 12     | 18     | 42      |

## Призери

### Чоловіки
| Дисципліна           | Золото                                                                 | Срібло                                                                   | Бронза                                                                 |
| -------------------- | ---------------------------------------------------------------------- | ------------------------------------------------------------------------ | ---------------------------------------------------------------------- |
| Індивідуальна шпага  | Яннік Борель                                                           | Рубен Лімардо                                                            | Богдан Нікішин Роман Свічкар                                           |
| Командна шпага       | Швейцарія Макс Хайнцер Лукас Малкотті Міхель Ніггелер Беньямін Штеффен | Південна Корея Чон Джін Сон Квон Юн Джун Пак Ген Ду Пак Сан Йон          | Росія Сергій Біда Микита Глазков Сергій Ходос Павло Сухов              |
| Індивідуальна рапіра | Алессіо Фоконі                                                         | Річард Крузе                                                             | Хо Чжун Карлос Льявадор                                                |
| Командна рапіра      | Італія Джорджо Авола Андреа Кассара Алессіо Фоконі Даніеле Гароццо     | США Майлз Чемлі-Вотсон Рейс Імбоден Александер Массіалас Герек Мейнгардт | Росія Тимур Арсланов Олексій Черемісінов Тимур Сафін Дмитро Жеребченко |
| Індивідуальна шабля  | Кім Джон Хван                                                          | Елі Дершвіц                                                              | Каміль Ібрагімов Кім Джун Хо                                           |
| Командна шабля       | Південна Корея Ку Бон Гіль Кім Джон Хван Кім Джун Хо О Сан Ук          | Італія Енріко Берре Альдо Монтано Лука Куратолі Луїджі Самеле            | Угорщина Тамаш Дечі Чанад Гемеші Андраш Сатмарі Арон Сіладьї           |

### Жінки
| Дисципліна           | Золото                                                              | Срібло                                                            | Бронза                                                      |
| -------------------- | ------------------------------------------------------------------- | ----------------------------------------------------------------- | ----------------------------------------------------------- |
| Індивідуальна шпага  | Мара Наваррія                                                       | Ана Марія Попеску                                                 | Лаура Штехлі Кортні Герлі                                   |
| Командна шпага       | США Катарін Голмс Кортні Герлі Келлі Герлі Аманда Сіріко            | Південна Корея Чхве Ін Джон Кан Йон Мі Лі Хе Ін Сін А Рам         | КНР Лінь Шен Сунь Івень Сю Ченьзі Жу Меньгі                 |
| Індивідуальна рапіра | Аліче Вольпі                                                        | Ізаора Тібус                                                      | Аріанна Ерріго Інес Бубакрі                                 |
| Командна рапіра      | США Лі Кіфер Маргарет Лу Нзінга Прескод Ніколь Росс                 | Італія Чіара Чіні Аріанна Ерріго Камілла Манчіні Аліче Вольпі     | Франція Аніта Блаз Астрід Гюяр Полін Ранв'є Ізаора Тібус    |
| Індивідуальна шабля  | Софія Позднякова                                                    | Софія Велика                                                      | Анна-Елізабет Стоун Яна Єгорян                              |
| Командна шабля       | Франція Сесілія Бердер Манон Брюне Шарлотта Лембах Кароліна Кверолі | Росія Яна Єгорян Софія Позднякова Світлана Шевельова Софія Велика | Південна Корея Чой Су Йон Хван Сео На Кім Джі Йон Юн Джі Су |